# 佩里韋爾
佩里韋爾（Perivale）是倫敦郊區伊靈倫敦自治市的一個地區，位於倫敦市中心查令十字以西9.5英里（15.3）處。在18世紀之前，佩里韋爾曾被稱為小格林福德（Little Greenford）。BBC檔案館位於佩里韋爾。